# Stomerij

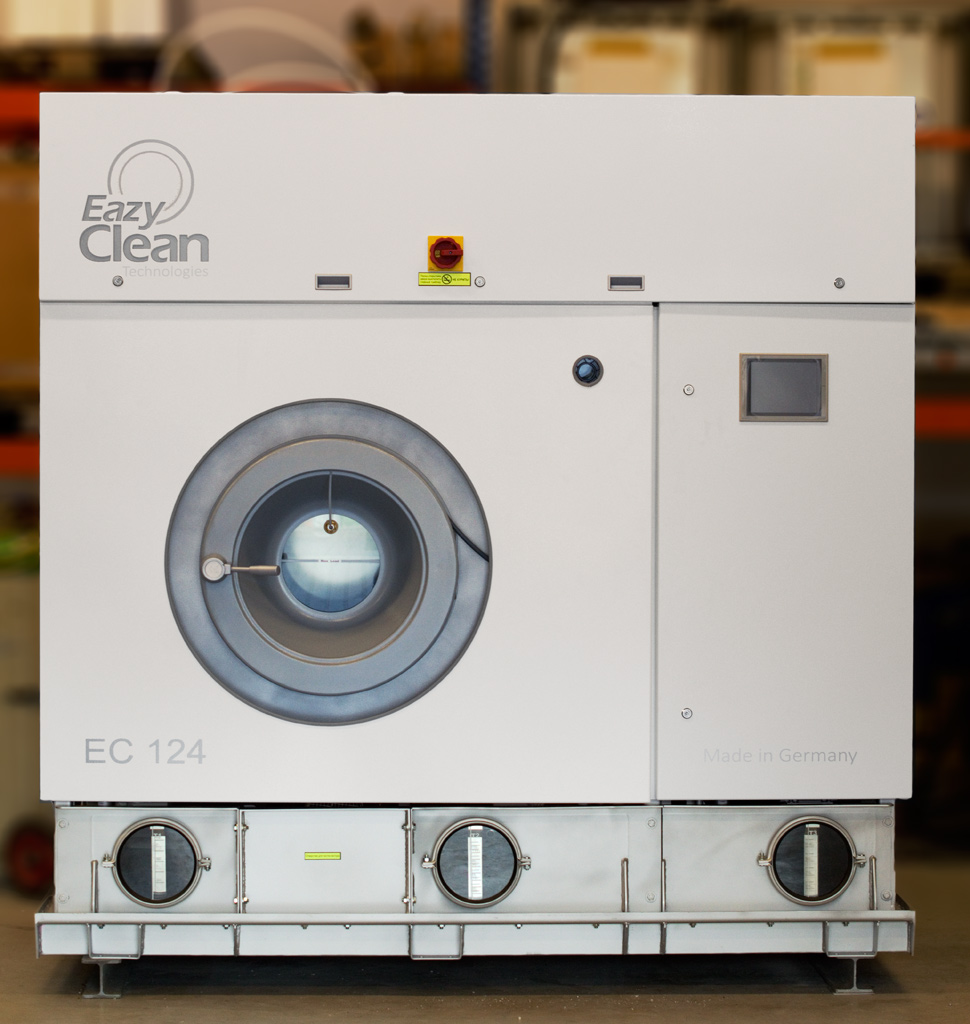
Apparatuur waarmee chemisch wordt gereinigd

Een stomerij, droogkuis (Belgisch-Nederlands) of nieuwkuis (niet-algemeen) is een textielreinigingsbedrijf, waar kleding en andere textiele stoffen worden gewassen en gereinigd.
Textielreinigers reinigen het aangeboden wasgoed in een organisch oplosmiddel (chemisch reinigen) of in water. De stoom die in een stomerij gebruikt wordt dient ter verwarming van de reinigingsmachines en voor het afwerkingsproces (persen en strijken).
Sommige stoffen zijn zo gevoelig dat ze niet gereinigd kunnen worden zonder speciale apparatuur en deskundigheid. Stomerijen beschikken over deze apparatuur en zijn geschoold en ervaren in het reinigen en het piekfijn "opmaken" (strijken, persen, verstevigen etc.) van delicate kleding (bijvoorbeeld een wollen kostuum).
Kleding wordt om twee redenen in oplosmiddelen gereinigd:
- De stofsamenstelling of confectiemethode verdraagt geen water
- De vervuiling is hoofdzakelijk niet-wateroplosbaar

Voor het reinigen staan de aanwijzingen op het wasetiket. Dit is door de leverancier op het textiel aangebracht om te voorkomen dat het wordt beschadigd door toepassing van de verkeerde reiniging. Wassen met een te hoge temperatuur of het verkeerde wasmiddel of droogproces kan bijvoorbeeld leiden tot onherstelbare beschadiging van het materiaal of het verlies van bepaalde eigenschappen.
De volgende wasvoorschriften zijn er voor de professionele textielreiniging:
 Professionele reiniging in tetrachlooretheen (perchloorethyleen) en alle oplosmiddelen geregistreerd
 Professionele reiniging in koolwaterstoffen
 Professioneel nat reinigen normaal procedé
Veel stomerijen gebruiken het oplosmiddel perchloorethyleen (PER; ook tetrachlooretheen). Het reinigende vermogen van PER is voor niet-wateroplosbaar vuil groter dan dat van de alternatieve reinigingsmethoden. Alleen het reinigende vermogen voor wateroplosbaar vuil blijft achter bij dat van de professionele natreiniging. Met de huidige stand van de technologie is PER eigenlijk nog steeds het enige oplosmiddel dat voor zwaar verontreinigd textiel (bijvoorbeeld met olie of vet verontreinigende werkkleding) voldoende reinigend vermogen biedt.